# Dermophiidae
Dermophiidae představují čeleď beznohých obojživelníků – červorů. Rody řazené v rámci této čeledi jsou někdy klasifikovány přímo v rámci čeledi cecíliovití (Caeciliidae). Fylogeneticky může jít o sesterskou skupinu červorů z čeledi Siphonopidae.
Jde o skupinu rozšířenou ve Střední Americe a Africe.
Čeleď Dermophiidae zahrnuje poměrně robustní červory, kteří se omezují na vlhké půdy tropických oblastí. Platí pro ně charakteristiky jako pro ostatní „cecíliovité“: jsou beznozí, chybí jim pravý ocas a tělo mají rozděleno prstencovitými rýhami, mezi nimiž se rozvíjejí šupiny dermálního původu. Oči jsou překryté kostí, anebo zcela scházejí. Zbarvení těla může být navzdory skrytému způsobu života poměrně výrazné: jmenovat lze jásavě žluté tělo cecílie zlaté (Schistometopum thomense). Zástupci této čeledi rodí živá mláďata, ale o jejich ekologii a chování je jinak známo jen malé množství informací.

## Přehled rodů
Na základě 
- Dermophis Peters, 1880
  - Dermophis costaricense Taylor, 1955
  - Dermophis glandulosus Taylor, 1955
  - Dermophis gracilior Günther, 1902
  - Dermophis mexicanus (Duméril and Bibron, 1841)
  - Dermophis oaxacae (Mertens, 1930)
  - Dermophis occidentalis Taylor, 1955
  - Dermophis parviceps (Dunn, 1924)
- Geotrypetes Peters, 1880
  - Geotrypetes angeli Parker, 1936
  - Geotrypetes pseudoangeli Taylor, 1968
  - Geotrypetes seraphini (Duméril, 1859)
- Gymnopis Peters, 1874
  - Gymnopis multiplicata Peters, 1874
  - Gymnopis syntrema (Cope, 1866)
- Schistometopum Parker, 1941
  - Schistometopum ephele Taylor, 1965
  - Schistometopum gregorii (Boulenger, 1895)
  - Schistometopum thomense (Barboza du Bocage, 1873)